# Einar Tambarskjelve
Einar Eindridesson Thambarskelfir (c. 980–c. 1050) (nòrdic antic: Einarr Þambarskelfir, noruec: Einar Tambarskjelve) fou un influent cabdill viking noruec del segle xi que liderà a senyors feudals oposats al govern del rei Olaf II.
A l'obra Heimskringla de Snorri Sturluson se'l cita expressament. El seu malnom Thambarskelfir, té dos significats conceptuals: "thamb" deriva de prémer les cordes d'un arc cosa que suggereix que era un mestre en armes i un arquer molt precís; "thambr", significa panxa, i podria traduir-se com ventre vibrant, sens dubte un malnom poc afalagador en referència a la seua constitució física.

## Jarl de Lade
Einarr Thambarskelfir era fill de Eindride, un ric i influent terratinent de Melhus a l'era vikinga. Einar Thambarskelfir era jarl i cabdill de Husaby, òbviament un poderós senyor de la guerra amb exèrcit propi. Descendent dels Jarls de Lade, una de les famílies més influents en la política noruega d'aquell període. Einar va fer el seu debut polític i com a personatge de sagues a la batalla de Svolder l'any 1000, lluitant al costat del rei Olaf Tryggvason. De la descripció d'aquesta batalla, Snorri presenta un dels passatges més famosos de la saga Heimskringla:
Einar Thambarskelfir, un dels més cèlebres arquers, ferm al mànec, precís amb l'arc.
Einar llançà una sageta al jarl Eirik […] Llavors digué el jarl a un home apellat Finn, […] "Dispara a aquell home a son arc."
Finn disparà; i la sageta colpejà el centre de l'arc d'Einar just a l'instant en que Einar estava perfilant la sua arma, i l'arc es partí en dos peces.
"Què és això," plorava el rei Olaf, "¿què s'ha romput amb tal tron?"
"Noruega, rei, de les teues mans," lamentava Einar. "¡No, no tant com allò!," digué el rei;
"Jas ací mon arc, i dispara," llançat son arc cap a ell. Einar prengué l'arc, i dirigí la punteria sobre la punta de la fletxa.
"Massa dèbil, massa dèbil," digué, "¡per ser l'arc d'un poderós rei!"
i llançant l'arc a un costat, prengué espasa i escut, i lluità amb valor.

## El regnat d'Olaf Haraldsson
Olaf Tryggvason va desaparèixer durant la batalla, i el seu cos mai va ser trobat passada la batalla de Svolder. Einar, això no obstant, sobrevisqué i es va dedicar durant les següents dècades als assumptes polítics del regne. Einar, junt amb Erling Skjalgsson, feu costat al jarl Sveinn Hákonarson en contra Olaf II de Noruega a la batalla de Nesjar en 1016. Mentre, Sveinn va haver d'escapar del país rere la batalla, i Erling es va veure forçat a acceptar una difícil aliança amb el nou rei, Einar va restar indemne. Einar tornà a Melhus i mantingué la seua oposició al rei. Quan les influències daneses procuraren l'enderrocament d'Olaf II l'any 1028, els donà suport. No obstant això, no es posicionà junt a l'exèrcit camperol a la batalla de Stiklestad.
Després dels fets de Stiklestad, molts de nobles noruecs pensaren que el rei Canut havia promès posicionar-los com a cabdills de Noruega en el seu nom. Einar Thambarskelfir esperava ser elegit per la seua lògica naturalesa política, essent el rival més veterà d'Olaf. Però el rei Canut elegí al seu fill adolescent Sveinn Knútsson com a virrei.

## Accés al poder
Com que la pressió es feia interna durant el vi-regnat de Svein, Einar va mostrar la seua millor carta en política i viatjà a Garðaríki (tierra de los Rus'), on es reuní amb el fill il·legítim d'Olaf (que llavors tenia 11 anys) Magnus (posteriorment apellat "el Bo") i formà una aliança política amb el líder dels camperols de Stiklestad, Kalv Arnesson, i començà la labor de negociar un acord entre el rei titella Magnus i el nou dirigent danès Canut Harderknut, fill de Canut el Gran.
Einar es va convertir, de fet, en el vertader Jarl de Noruega, una posició que mai podria haver aconseguit si ell mateix no hagués lluitat amb el pare de Magnus a Stiklestad. Kalv Arnesson i Thorir Hund, van caure en la insignificança; Thorir Hund es va veure forçat a viatjar a Jerusalem en busca de perdó per matar el rei sant. Mentre Magnus assumia poders a mesura que anava creixent, Einar es mantingué com a figura constant i de major influència durant tot el regnat.

## Decadència
Al voltant de 1045 l'ancià Einar perdé la seua sort. El germanastre d'Olaf Haraldsson, Harald Sigurdsson, més tard Harald Hardrada, tornà amb una vasta fortuna aconseguida amb les seues incursions militars arreu de l'Imperi Romà d'Orient i segons les lleis de successió instaurades per l'anterior monarca Harald I de Noruega, Harald reclamà el tron legítim. Temia que el poder econòmic es convertís en poder militar, en contra de l'opinió d'Einar, Magnus va entregà el tron a Harald a finals de l'any 1046. Un any més tard Magnus morí i Harald es convertí en l'únic monarca regnant.
Harald decidí centralitzar el seu poder i va tenir poca paciència amb els díscols nobles i líders camperols. Per aquesta raó decidí posar fi als atacs d'Einar Tambarskjelve, home savi i amb profunds coneixements de la Llei que sabia fer servir per desafiar al monarca durant les assemblees. El conflicte augmentà de to, amenaçava guerra civil i Einar començà a crear un altre exèrcit contra l'impopular i tirànic Harald però un cop va haver finalitzat el reclutament, Harald manifestà la seua intenció de buscar la reconciliació i sol·licità a Einar reunir-se a una granja de Nidaros on podrien parlar amb tranquil·litat i arribar a un acord. Però Harald no tenia aquestes intencions i ja havia decidit apartar-lo abans que el suport rebut s'expandís posant en perill el tron de Harald. Quan Einiar i el seu fill Eindride arribaren a la granja varen ser assassinats.
Per evitar el conflicte armat, el rei Harald va demanar a Finn Arnesson que intercedís i negociés una compensació amb el nou líder bóndi Håkon Ivarsson.

Escut d'armes de Melhus

## Avaluació
Segons la saga, Einar Thambarskelfir tingué un paper crucial en la santificació d'Olaf l'any 1031 i com a regent noruec l'any 1035 amb la restauració de Magnus al tron. Amb la mort d'Einar Thambarskelfir finalitzen dos períodes importants de la política medieval noruega. Primer, com a darrer Jarl de Lade juga un rol polític a nivell d'estat i segon, com a darrer noble que buscà el poder a Noruega sense comptar amb les lleis de successió de Harald I de Noruega. A partir de llavors, tot i els dubtes que generaven com a hereus legítims de l'antic rei, en el futur tots los pretendents potencials clamaren ser descendents de Harald I.

## Llegat
L'escut d'armes del municipi de Melhus al comtat de Sør-Trøndelag mostra un arquer, simbolitzant el famós cabdill de Melhus, Einar Thambarskelfir.